# Lasioglossum marinum
Lasioglossum marinum är en biart som först beskrevs av Crawford 1904.  Lasioglossum marinum ingår i släktet smalbin, och familjen vägbin. Inga underarter finns listade i Catalogue of Life.

## Bildgalleri

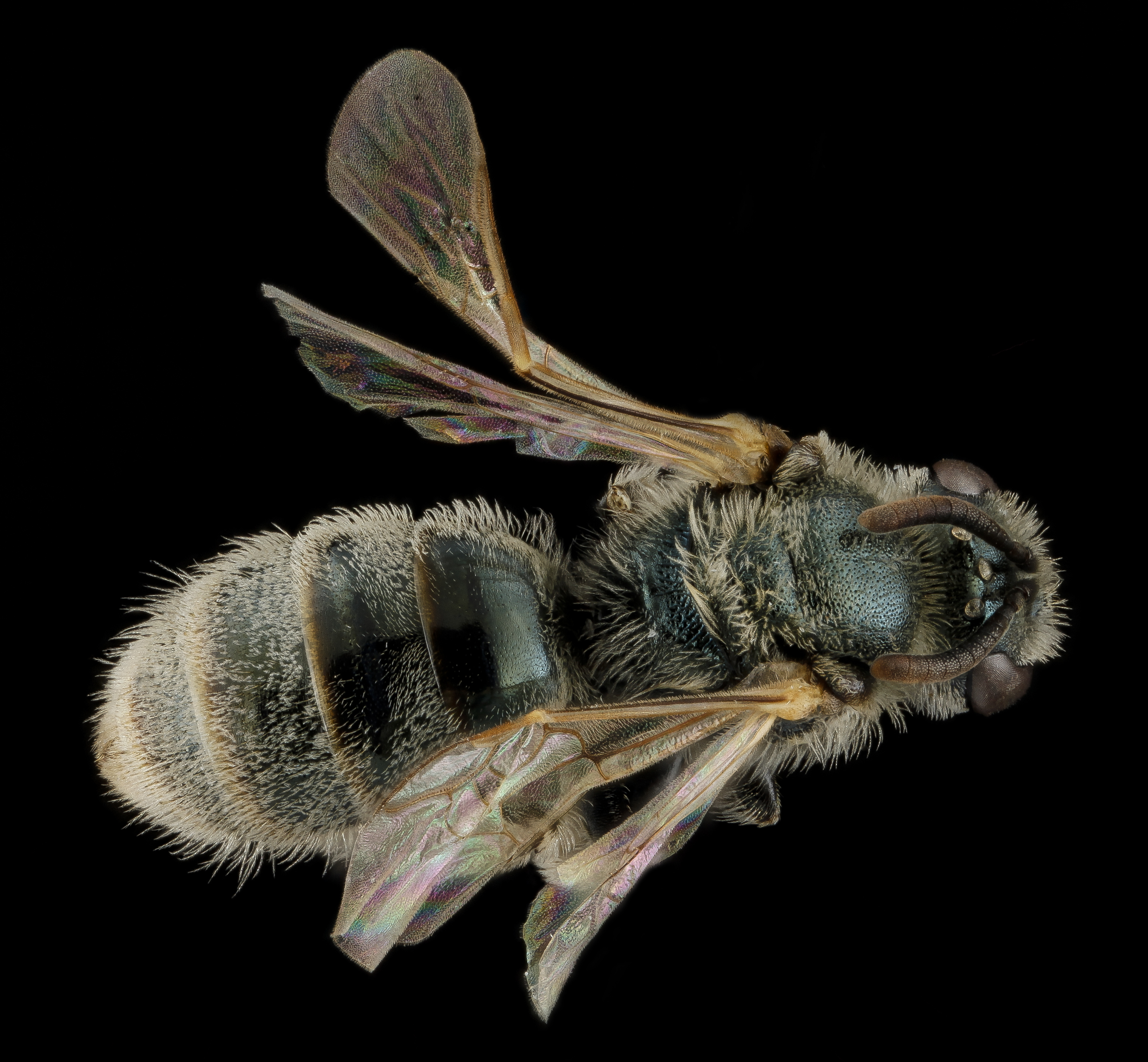
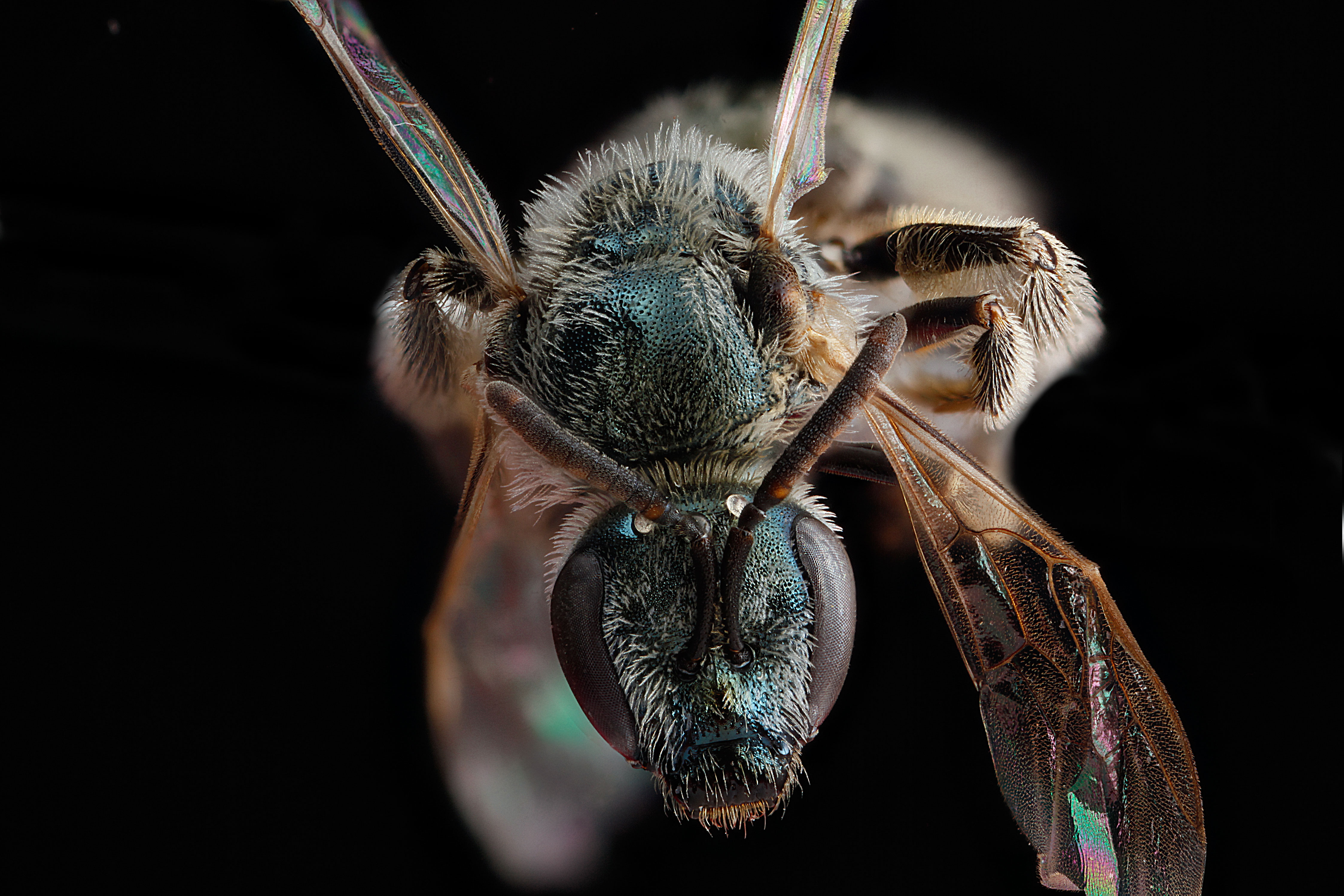